# Sxótove
Sxótove (en ucraïnès Щотове, en rus Щётово, Sxótovo) és una vila de l'óblast de Luhansk a Ucraïna. Fins al 2020 formava part del districte d'Antratsit, però després passà a formar part del districte de Rovenkí i del municipi d'Antratsit. Tanmateix, segons el sistema administratiu rus, que controla la regió, Sxótove continua pertanyent al districte municipal d'Antratsit. El 2022 tenia 3.535 habitants.
La vila està ocupada per Rússia des de la Guerra al Donbàs, i és administrada per la República Popular de Luhansk.

## Geografia
Sxótove està a 8 quilòmetres al nord d'Antratsit i a 44 km al sud de Luhansk.

## Història
Sxótove fou fundada el 1773 com a part de l'ókrug militar de Mius a la província de l'Exèrcit del Don de l'Imperi Rus.
Durant la Revolució russa de 1905, el desembre es produïren importants vagues dels treballadors ferroviaris que foren reprimides pels cosacs. La mina de carbó No. 30 es posà en funcionament el 1918. S'elevà la vila a la categoria d'assentament de tipus urbà el 1938.
Durant la Segona Guerra Mundial, 335 habitants partiren cap al front i hi moriren 80. La mina de carbó No. 30 fou destruïda i entrà en funcionament de nou a partir de 1953.
L'abril del 2014, durant la Guerra al Donbàs, les forces pro-russes prengueren el control de Sxótove i des d'aleshores la vila està controlada per la República Popular de Luhansk.